# Festuca renvoizei
Festuca renvoizei är en gräsart som beskrevs av Stancík. Festuca renvoizei ingår i släktet svinglar, och familjen gräs. Inga underarter finns listade i Catalogue of Life.